# Funikowo
Funikowo (ros. Фуниково) – wieś w Rosji, w rejonie wożegodskim obwodu wołogodzkiego. W 2010 r. liczyła 12 mieszkańców.